# Hadena hyrcana
Hadena hyrcana là một loài bướm đêm trong họ Noctuidae.